# Dámusta saga
Dámusta saga (o saga de Dámusti) es una de las sagas caballerescas, aunque no cuadra con el género por su contenido moral y religioso. Fue escrita en Islandia en nórdico antiguo posiblemente hacia el siglo XIV. La trama se centra en Dámusti, hijo del rey de los sabios sajón llamado Jón, que se enamora de una princesa de Grecia quien es asesinada para obtener el compromiso matrimonial con el consentimiento de los sabios de su padre, y obtiene su mano con ayuda sobrenatural. La princesa, no obstante, muere finalmente de una enfermedad y la Virgen María le asiste para que vaya a su tumba, luche y derrote a un gigante, pues tiene una poción que puede resucitarla. A la muerte de su padre, Dámusti se convierte en emperador.